# Effet Tetris

Capture d'écran d'une partie de Tetris. Les individus qui jouent à des jeux de puzzle comme celui-ci pendant très longtemps peuvent apercevoir des images mouvantes similaires aux extrémités de leur champ de vision, lorsqu'ils ferment les yeux ou qu'ils commencent à dormir.

L'effet Tetris, ou syndrome Tetris, survient lorsqu'un individu consacre tellement de temps et d'attention à une activité que cette dernière commence à modeler sa pensée, ses images mentales, et ses rêves. Le nom du syndrome s'inspire du jeu vidéo Tetris.
Les individus jouant à Tetris pendant trop longtemps peuvent se mettre à penser à la manière dont les différentes formes du monde réel peuvent s'emboîter ensemble, comme des boîtes sur une étagère de supermarché ou des immeubles dans la rue. En ce sens, l'effet Tetris est une forme d'habitus. Les individus concernés peuvent également rêver de tétrominos qui tombent au moment de s'endormir, ou à voir des images de tétrominos tombant aux extrémités de leur champ de vision ou lorsqu'ils ferment les yeux. Dans ce sens, l'effet Tetris est une forme d'état hypnagogique.

## Autres exemples
L'effet Tetris n'apparaît pas seulement avec ce jeu,  d'autres types de jeux vidéo aboutissent au même résultat. Ce comportement peut également survenir en jouant à des jeux de société, et causer des symptômes similaires comme l'illusion de lignes courbes durant un puzzle, ou la visualisation mentale involontaire d'algorithmes de Rubik's Cube comme chez les pratiquants du speedcubing.
En termes de perception, les « pieds sur l'eau » sont une forme d'effet Tetris. Un individu de retour sur la terre ferme après un long moment passé en mer peut ressentir une sensation illusoire de balancement, que l'on appelle le mal de terre. Sur le plan mental, la programmation informatique entraîne parfois des rêves dans lesquels l'informaticien se voit lui-même en train de coder. Des mathématiciens ont aussi signalé avoir rêvé de nombres, d'équations, d'espaces ou de formes comme Srinivasa Ramanujan.
Dans The Witness de Jonathan Blow, la fin du jeu présente une forme d'effet Tetris où le protagoniste que le joueur incarne, après avoir passé des dizaines voire des centaines d'heures dans le jeu, retrouve les puzzles de ce dernier dans la réalité, phénomène que le joueur lui-même a pu aussi expérimenter.

## Études
Stickgold et al. (2000) pensent que l'imagerie Tetris est une forme à part de la mémoire, probablement liée à la mémoire procédurale. C'est à partir de leurs recherches qu'ils montrent que les individus atteints d'amnésie antérograde, incapables de fixer durablement de nouveaux souvenirs (problème de mémoire déclarative), ont signalé avoir rêvé de formes en chute libre après avoir joué à Tetris durant la journée, même sans souvenir d'y avoir joué.
Une étude, menée par Lynn Okagaki et Peter Frensch en 1994, montre que les participants ayant joué à Tetris pendant deux séances de 30 minutes (sans expérience préalable du jeu) ont bien mieux réussi que le groupe témoin dans la version du test « papier-crayon » nécessitant des mouvements dans l'espace mais aussi dans la version sur ordinateur. Les scientifiques concluent de cette expérience que les jeux vidéo comme Tetris ont un effet positif sur les trois aires des compétences spatiales comme la rotation mentale, la perception spatiale, et la visualisation spatiale pour les individus ayant joué au jeu pendant une période prolongée en continu.
Une autre étude d'Oxford, menée en 2009, suggère que jouer à des jeux vidéo similaires à Tetris peut empêcher le ressassement de souvenirs traumatisants. Le jeu vidéo peut être utilisé comme thérapie, seulement si l'individu affecté y joue très rapidement après l'événement traumatisant ; l'addiction de formes similaires à celles aperçues dans Tetris est suffisante pour empêcher le ressassement d'images traumatisantes, et permettant ainsi de diminuer la précision, l'intensité et la fréquence des souvenirs traumatisants,. Une étude suédoise confirme l'effet préventif dans le cas de stress post-traumatique.

## Histoire
La première source connue du terme apparaît dans un article de Jeffrey Goldsmith, publié dans Wired en mai 1994. Le terme est de nouveau utilisé par Earling (1996) citant l'utilisation du mot par Garth Kidd, en février 1996. Kidd attribue l'origine de ce mot à des joueurs de jeux vidéo sur ordinateur en provenance d'Adélaïde, en Australie. La première description du phénomène général apparaît dans le poème de science-fiction Virus, écrit par Neil Gaiman dans Digital Dreams (1987).